# Казас Борис Ілліч
Борис Ілліч Казас (14 (26) грудня 1861, Одеса, Херсонська губернія — 26 липня 1922, Євпаторія, Кримська АСРР) — доктор медицини, лікар-універсал, гуманіст, громадський діяч. Власник маєтку на Набережній Горького в Євпаторії.

## Біографія
Народився в Одесі. Був другою дитиною в сім'ї випускника Санкт-Петербурзького університету, караїмського вчителя Іллі Казаса (1832—1912). Мати — Бюбюш Панпулова (1837-?), двоюрідна сестра Самуїла Панпулова і Арона Гелеловича. У 1881 році зі срібною медаллю закінчив Сімферопольську чоловічу казенну гімназію. Вирішивши здобути вищу освіту, вступає на медичний факультет Харківського університету, який закінчує в 1886 році. Медичну практику проходить в Сімферополі під керівництвом професора М. Бетлінга. У 1887 році переїздить до села Юзівка Бахмутського повіту Катеринославської губернії (нині місто Донецьк) і обіймає посаду помічника лікаря в лікарні при заводі НРО, де протягом 10 років працює під керівництвом доктора медицини П. Гольдгаара.
У 1895 році успішно захистив написану в Юзівці докторську дисертацію «Про величину тиску, зробленого на око в момент виведення кришталика при екстракції катаракти». Потім два роки стажувався за кордоном. У 1904 році зайняв посаду старшого лікаря і завідувача в євпаторійської земської лікарні. У тому ж році був обраний членом Таврійського земства, працював лікарем при повітової земської управи. Спільно з доктором Г. Галицькою на піщаному березі моря обладнав лікувальний пляж «Санітас». Як один з авторів методики грязелікування в 1901 році разом з лікарем М. Єфетов став співвласником Мойнакської грязелікарні і «лиманних закладів».

Борис Казас багато років був головою думи в Євпаторії, головою Євпаторійської асоціації медиків. Поет і письменник Ілля Сельвинский в романі «Про юність моя» згадує про Казаса:
Казас один з тих легендарних лікарів, які не тільки лікують бідняків безкоштовно, але ще постачають їх ліками і грошима.
Під час громадянської війни Борис Ілліч дивом уникнув загибелі: «прибулі до Євпаторії матроси заарештували його, взяли під варту і збиралися розстріляти, і лише втручання городян, які вимагали негайно відпустити Б. І. Казаса, врятувало йому життя».
В Євпаторійському музеї йому присвячено стенд, одна з вулиць міста носить його ім'я. Під час епідемії висипного тифу Казас працював до повного виснаження сил, заразився на висипний тиф. Борис Казас помер 26 червня 1922 року, залишивши про себе пам'ять як про легендарного доктора і людину з великої літери. Від висипного тифу тоді ж померла і його дочка Ольга.
Проживав Б. Казас в одній з чотирьох квартир власного двоповерхового будинку на Новій Набережній (ім. Горького) в Євпаторії.

## Пам'ять
- Вулиця Казаса в Євпаторії[8] .